# Marthasterias
A Marthasterias a tengericsillagok (Asteroidea) osztályának Forcipulatida rendjébe, ezen belül az Asteriidae családjába tartozó nem.

## Rendszerezés
A nembe az alábbi 2 faj tartozik:
- Marthasterias africana (J. P. Müller & Troschel, 1842)
- osztrigafarkas (Marthasterias glacialis) (Linnaeus, 1758) - típusfaj